# Luis Fernando Suárez
Luis Fernando Suárez (Medellín, 23 december 1959) is een Colombiaans voetbalcoach en voormalig voetballer.

## Clubcarrière
Zelf speelde Suárez onder meer voor Atlético Nacional (1987-1993) waarmee hij de Copa Libertadores 1989 won en Deportivo Pereira (1994-1995).

## Trainerscarrière
Met Atlético Nacional won hij de Categoría Primera A in 1999.
In 2005 leidde Suárez Ecuador naar het WK voetbal 2006, wat de tweede opeenvolgende WK-deelname betekende voor het Zuid-Amerikaanse land. Zijn contract werd vervolgens verlengd tot het WK voetbal 2010, maar de eerste drie wedstrijden van de kwalificatie voor dit toernooi gingen verloren. Na de derde nederlaag (5-1-verlies tegen Paraguay) besloot Suárez per direct op te stappen als bondscoach. Hij werd opgevolgd door Sixto Vizuete.
Suárez, bijgenaamd Cebolla, trad in 2011 aan als bondscoach van Honduras en wist zich met het Midden-Amerikaanse land te plaatsen voor het wereldkampioenschap voetbal 2014 in Brazilië. Na de uitschakeling legde Suárez zijn functie neer. "Ik ben erg verdrietig dat we hebt niet gered hebben. Ik heb daarom vijf minuten geleden de beslissing genomen om op te stappen", zei hij na de nederlaag tegen Zwitserland. Hij werd opgevolgd door de Costa Ricaan Hernán Medford.
In 2015 trainde Suárez enige tijd de Peruviaanse club Universitario de Deportes, alvorens de overstap te maken naar het Mexicaanse Dorados de Sinaloa.